# Steve Diggle
Steve Diggle es un músico, guitarrista, solista y segundo vocalista de la banda punk Buzzcocks.

## Biografía
Nació en Inglaterra el 7 de mayo de 1956, en una familia pobre de clase trabajadora, conformada también por su hermano Philip, quien es pintor moderno. Creció en Rusholme, Mánchester, donde adoptó el estilo de vida mod. Después de estudiar en el Oldham College, consiguió trabajo, del cual salió despedido por organizar una manifestación.
En 1976, se une como bajista al grupo punk Buzzcocks, formados entonces por el guitarrista Pete Shelley y el cantante Howard Devoto. A comienzos de 1977, después de algunas giras, grabaciones de canciones y del lanzamiento del EP llamado Spiral Scratch, Devoto sale de la banda, así que Shelley, pasa a ser el cantante, aunque sin dejar el puesto de guitarrista, mientras que Diggle pasó a desempeñar en la guitarra, y el bajo fue pasando durante el resto del año a Garth Smith, a Barry Adamson y, final y definitivamente, a Steve Garvey. Diggle también pasaría a cantar algunas canciones, entre las cuales destaca Harmony In My Head, que llegó a estar dentro del Top 40 del ranking en 1979.
Al separarse Buzzcocks en 1981, Diggle se hace temporalmente solista, publicando en ese mismo año su primer EP y disco en solitario 50 Years Of Comparative Wealth, en que colaboraron los también ex-Buzzcocks Steve Garvey en bajo y John Maher en batería (mientras Pete Shelley también se hacía solista). Poco después, forma, junto a Maher, una banda llamada Flag of Convenience (que también tendría como miembros a Simon Davies y Chris Goodwin, luego en The High) que duró hasta 1989. En ese último año, Buzzcocks se reúne, en la alineación que se separó en 1981, conformada por Diggle, Pete Shelley, Steve Garvey y John Maher, sin embargo con el paso de los años, sólo los dos primeros permanecieron en la banda, la cual sufrió distintos cambios de integrantes a través de los años.
Fue uno de los últimos artistas musicales en tratar con el cantante Kurt Cobain de Nirvana, poco antes del suicidio de éste.
En el 2003 sacó su autobiografía Harmony In My Head, coescrita con Terry Rawlings. En el relata desde sus tempranas vivencias en Rusholme e incluso sus relatos con Nirvana y Kurt Cobain.

## Instrumentos musicales
- Gibson Les Paul Goldtop (1953): La usó en la presentación de Buzzcocks en el programa Top of the Pops, cantando su propio tema clásico "Harmony In My Head".[10]

- Fender Telecaster Custom: La compró de la tienda "Richard Henry Guitars" por 1990 y aún la sigue tocando en vivo.[11]

- Otras guitarras: Aunque ha tocado varias en toda su carrera musical, Diggle aparece muchas veces tocando una Les Paul Junior Double Cutaway desde sus comienzos. También usó un modelo Les Paul standard. Sin embargo, no se sabe si referidas guitarras son de Gibson.